# Džihád (Star Trek)
Džihád je šestnáctá epizoda první řady animovaného seriálu Star Trek. Premiéra epizody v USA proběhla 12. ledna 1974, v České republice 14. prosince 1997.

## Příběh
Píše se hvězdné datum 5683.1 a hvězdná loď USS Enterprise NCC-1701 pod velením kapitána Jamese Kirka je na cestě k Vedalskému asteroidu. Vedalové jsou momentálně nejstarší známou rasou, která vstoupila do vesmíru, a povolali specialisty, včetně kapitána a pana Spocka, v záležitosti nebezpečí pro známý vesmír. Na povrchu se setkávají se zástupci několika ras, včetně Avianů, kterým byl ukraden artefakt Aelarova duše (anglicky Soul of Skorr). Hrozí, že lidé Avianů při zjištění této skutečnosti zešílí a vyhlásí džihád celé galaxii.
Skupinka specialistů různých ras se tedy vydává na nebezpečnou planetu, na které by údajně měl být artefakt uschován. Planeta má sice dýchatelnou atmosféru, ale na povrchu se střídají sopečné erupce, sněhové bouře, zemětřesení, ale i odchylky gravitace. Skupině se daří najít osamělou budovu uprostřed pustiny. Když se dostávají dovnitř, nachází artefakt, ale není jednoduché se k němu dostat. Posléze zjišťují, že celou dobu výpravu sabotoval Charr, zástupce rasy Avianů, který usiloval o svatou válku, protože jeho lid byl národem válečníků a on chce tyto časy zpět.
Ostatním se však daří získat artefakt a dostat jej zpět na Vedalský asteroid. Zástupce Vedalů je ujišťuje, že Chrarr bude napraven za své činy, ale i členům skupiny bude vymazána paměť. Když se Spock a Kirk transportují zpět na Enterprise, pan Sulu je překvapen, že jsou zpět, sotva co odešli. Kapitán se tomu ani moc nediví a dává rozkaz pro odlet.